# Венская народная консерватория
Венская народная консерватория (нем. Wiener Volkskonservatorium) — консерватория, действовавшая в Вене в 1925—1938 гг. Была основана руководителем Общества народного образования «Аполлонеум» Эммерихом Мадаем; президентом консерватории был литературовед Эдуард Кастле, музыкальным руководителем — дирижёр Фердинанд Гроссман.
Народная консерватория была предназначена для малоимущих студентов и отличалась низкой платой за обучение. Идеология распространения музыкального образования в широкие народные массы привела к открытию под патронатом консерватории музыкальных школ в нескольких рабочих районах Вены. С первого же года работы открылись классы скрипки, виолончели, фортепиано, органа, вокала и музыкальной теории, начал функционировать студенческий оркестр. В дальнейшем в программе появились курсы народных инструментов (мандолины, гитары, аккордеона). Однако до открытия классов оперетты или джаза, как в Новой Венской консерватории, дело не дошло.
Венская народная консерватория приобрела значительную популярность и к 1935 году насчитывала около 1100 студентов и 63 преподавателя. Однако затем она пережила экономический крах и в 1938 году была закрыта при значительном внешнем долге.